# Gabriele Quasebarth
Gabriele Quasebarth (* 15. Mai 1956 in Essen; † 10. Juni 1986 in Wien) war eine deutsche Künstlerin.

## Leben
Gabriele Quasebarth wurde am 15. Mai 1956 in Essen geboren. Im Februar 1975 beendet sie die Schulzeit mit dem Abitur am musischen Gymnasium in Essen und beginnt ihr Studium an der Folkwang Hochschule für Musik, Theater, Tanz (heute: Folkwang Universität der Künste).
1976 ging Gabriele Quasebarth nach Österreich, um an der Akademie der bildenden Künste Wien in der Meisterschule Rudolf Hausner Malerei zu studieren. Gemeinsam mit Khy Engelhardt, Andreas Campostellato und Leo Mayer gründet sie 1980 die Galerie Trakt W4 im Hof eines ehemaligen Fabrikgebäudes in Wien.
Der Spielfilm "Alles verlassen" wird auf dem Filmfestival in Berlin 1984 gezeigt. August/September 1982 bis Mai 1983 arbeitete Gabriele Quasebarth bei Erwin Piplits im Serapionstheater in Wien. Von Oktober 1983 bis März 1984 entwirft sie Ausstattungen und Bühnenbilder am Renaissance-Theater (Berlin).
Anfang 1985 bezieht sie ein Atelier im Werkstätten- und Kulturhaus (WUK) in Wien.
Gabriele Quasebarth beendet ihr Leben am 10. Juni 1986 in ihrem Atelier in Wien.

## Werk
Der künstlerische Bestand dieser nur zehnjährigen Schaffenszeit umfasst rund 260 teils großformatige Ölgemälde auf Leinwand und Papier sowie Zeichnungen und grafische Blätter. Parallel zur malerischen Arbeit entstand eine umfangreiche und ebenso bedeutende Autographensammlung mit 56 Tagebüchern von insgesamt 12.440 Seiten. In diesen von Quasebarth zwischen 1975 und 1986 verfassten Aufzeichnungen legt sie Stationen ihres Lebens dar. Sie begleitete und reflektierte hiermit schreibend die Entwicklung ihrer Malerei.
Für das gemalte Œuvre lassen sich zwei Schaffensphasen benennen: frühe Arbeiten, die während der Bindung an die Akademie entstanden und das freie Werk ab 1981/82. Die menschliche Figur ist ein zentrales Anliegen in Quasebarths Motivwelt, in der sie Figürlich-Gegenständliches und Abstraktes verbindet. Angeschnittene Gestalten werden als Büste, Halb- oder Dreiviertelfigur dargestellt. Physiognomische Details sind nur angedeutet, scheinen sich aufzulösen oder verschwinden ganz. Die Figuren bleiben anonym. Vom Selbstporträt ausgehend ist nicht das Festhalten individueller Merkmale, sondern die Veranschaulichung eines physisch-psychischen Zustandes das Thema. Dieses offenbart sich in dem spezifischen Verhältnis der Figuren zum Raum. Es ist viel Raum um die Figuren, insbesondere um ihre Köpfe. Kunsthistoriker interpretierten es als "Weite" oder als "Leere" des Raumes, als(geistige) Freiheit oder innere Einsamkeit und Anonymität.
Die frühen Arbeiten sind in eher kräftigen dunklen Farbtönen gehalten, die durch dick aufgetragene, teils immer wieder übermalte Farbsetzungen entstanden. Quasebarth über- bzw. bearbeitete ihre Leinwände gelegentlich auch mit Spiritus, um Malspuren zu verwischen. Dieser 'Akt des Verwerfens' brachte ungeahnte Nebeneffekte hervor. Die Prinzipien von Destruktion und Konstruktion wurden so als bildimmanent sichtbar.
In den darauf folgenden Jahren hellte sich ihre Farbpalette auf, der transparente Farbauftrag ließ unterliegende Strukturen durchscheinen. Damit einher ging die Auflösung des Figürlichen in verschwimmende gegenstandslose Farbfelder. Die Figuren wurden noch weniger greifbar, entschwanden im Raum, wurden zu farbiger Materie.
Gabriele Quasebarth beschrieb ihre Arbeit als ein "Sich-Inszenieren", welches im Malprozess und in den begleitenden Aktivitäten immer schon enthalten war und im Bild zum Ausdruck kam.
Ein Teil des künstlerischen Nachlasses wurde 2008 vom Forum für Nachlässe von Künstlerinnen und Künstlern, Hamburg, aufgenommen.

## Auszeichnungen
- 1982 Theodor-Körner-Preis
- 1982 Meisterschulpreis der Akademie der bildenden Künste in Wien

## Ausstellungen
- 1978 Die Gruppe "Der Kreis" zu Gast in Schloss Parz, Oberösterreich
- 1979 "Geist und Form", Wien
- 1980 "UNABHÄNGIGE MALEREI", Khy Engelhardt - Andreas Campostellato - Gabriele Quasebarth - Leo May, Galerie Trakt W4, Wien 4, Goldeggasse 29
- 1981 Galerie Trakt W4, Einzelausstellung
- 1982 Galerie Diagonal, Stuttgart
- 1984 Galerie Mana, Wien 7, Stuckgasse 4
- 1986 Galerie Mana, gemeinsam mit Inés Lombardi
- 1986 "Schillerplatz Künstlerinnen Standortbestimmung", Akademie der bildenden Künste Wien
- 1992 Galerie Leviathan, Bordesholm, Schleswig-Holstein
- 1998 Wasserturm Favoriten am Wienerberg, gemeinsam mit Christoph Luger, Wien 10
- 1999 Kunstflecken Papierfabrik Neumünster, Gemeinschaftsausstellung, Neumünster, Schleswig-Holstein
- 2003 "Japan träumt", Papierfabrik Neumünster, Einzelausstellung, Neumünster, Schleswig-Holstein
- 2005 Ausstellungspremiere des Forums für Nachlässe, Gemeinschaftsausstellung von elf Künstlerinnen und Künstlern, Künstlerhaus Sootbörn, Hamburg
- 2009 Ausstellung im Gartenhaus der Kunst, Wien 19, Nußdorf